# Oliarus ocyrrhoe
Oliarus ocyrrhoe är en insektsart som beskrevs av Ronald Gordon Fennah 1969. Oliarus ocyrrhoe ingår i släktet Oliarus och familjen kilstritar. Inga underarter finns listade i Catalogue of Life.